# Hamburger University
Die Hamburger University [ˈhæmbɜ:gə juːniˌvɜːsitiː] ist ein Schulungszentrum der Firma McDonald’s Corporation. 

## Geschichte

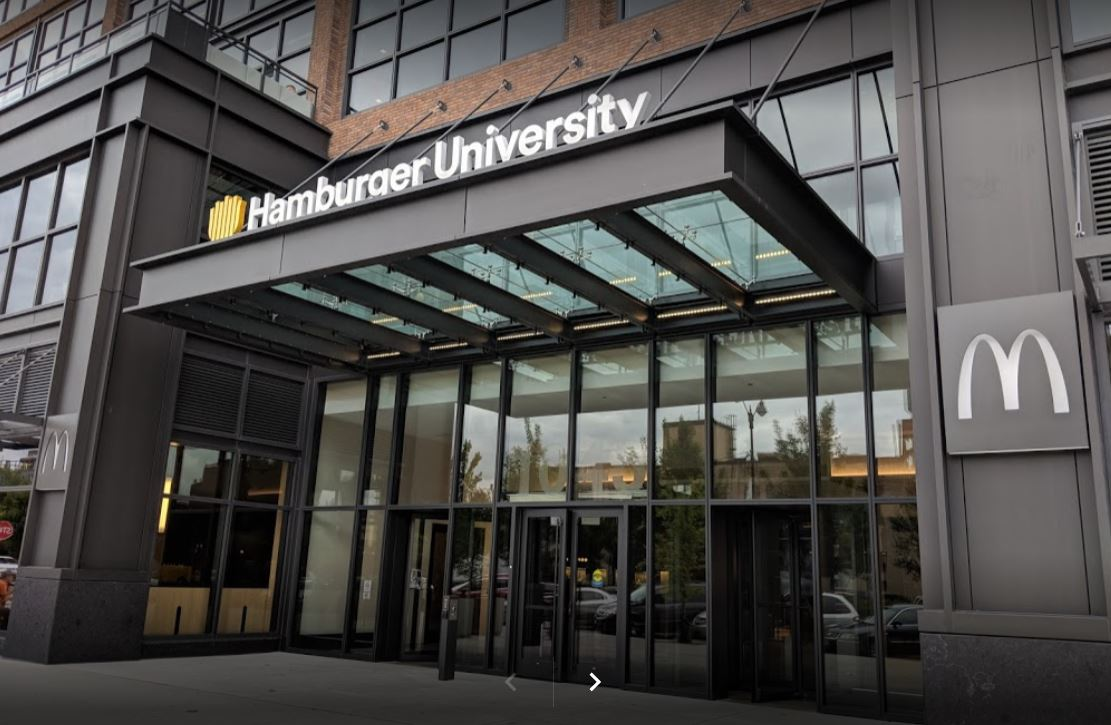
Hamburger University

Das Schulungszentrum wurde 1961 in einer Filiale der McDonald’s Corporation in Elk Grove Village, Illinois gegründet. Heute befindet es sich in Oak Brook, einem Vorort von Chicago (USA) auf einem 32 ha großen „Campus“. Das Schulungszentrum wurde errichtet, um das Personal in den verschiedenen Bereichen des Fast-Food-Geschäfts auszubilden. Durchschnittlich nimmt jede Klasse 200 Personen auf, insgesamt befinden sich jährlich 5.000 Schüler dort.
Neben dem Hauptcampus gibt es in den USA 22 regionale Training-Teams, sowie international Niederlassungen der Hamburger University in Sydney, München, London, Tokio und in Brasilien. Der neueste Standort ist Shanghai, der 2010 Hongkong abgelöst hat.
Seit 2018 ist Chicago der Hauptstandort der Organisation.